# Episodi di UFO
La prima stagione della serie televisiva UFO andò in onda tra il 16 settembre 1970 e il 15 marzo 1973 nel Regno Unito, per un totale di 26 episodi.
In Italia fu trasmessa dalla Rai a partire dal 3 ottobre 1971 e replicata più volte. Non vennero mai girate stagioni successive alla prima.
I primi diciassette episodi furono girati dal maggio al dicembre del 1969, mentre gli altri nove, a causa della chiusura degli studi di Borehamwood, furono girati nei Pinewood Studios dal maggio al settembre del 1970.

## Elenco degli episodi
Gli episodi sono elencati nell'ordine comunemente ritenuto più logico. Né l'ordine di produzione, né quello della prima trasmissione in Gran Bretagna sono infatti rispettosi della continuità logica. Ogni puntata è autoconclusiva, ma numerosi sono i riferimenti fra i vari episodi. Nella tabella sono indicate proposte di ordini alternativi per i vari episodi:
- A = ordine raccomandato da Starlog e Century 21 e ITC.
- B = ordine di produzione proposto da Canal Jimmy.
- C = ordine promosso da Fanderson e videocassette inglesi.
- D = ordine delle edizioni giapponesi.

Tra parentesi sono indicati dei titoli italiani usati in diverse edizioni (VHS o DVD).
| n.° | A  | B  | C  | D  | Titolo originale         | Titolo italiano            | Prima TV UK       | Prima TV Italia  |
| --- | -- | -- | -- | -- | ------------------------ | -------------------------- | ----------------- | ---------------- |
| 1   | 1  | 1  | 1  | 1  | Identified               | Finalmente identificato    | 16 settembre 1970 | 3 ottobre 1971   |
| 2   | 7  | 2  | 16 | 22 | Computer Affair          | Controllo computer         | 15 maggio 1971    | 28 gennaio 1973  |
| 3   | 3  | 3  | 15 | 13 | Flight Path              | Traditore per forza        | 20 gennaio 1971   | 19 ottobre 2000  |
| 4   | 2  | 5  | 2  | 2  | Exposed                  | Progetto Foster            | 23 settembre 1970 | 10 ottobre 1971  |
| 5   | 4  | 6  | 4  | 4  | Conflict                 | Bonifica spaziale          | 7 ottobre 1970    | 7 novembre 1971  |
| 6   | 5  | 4  | 3  | 3  | Survival                 | Salvataggio                | 6 gennaio 1971    | 21 novembre 1971 |
| 7   | 6  | 7  | 14 | 21 | The Dalotek Affair       | I globi di fuoco           | 10 febbraio 1971  | 14 novembre 1971 |
| 8   | 8  | 8  | 5  | 25 | A Question of Priorities | Questione di priorità      | 14 ottobre 1970   | 16 novembre 2000 |
| 9   | 9  | 9  | 7  | 10 | Ordeal                   | Incubo                     | 14 aprile 1971    | 11 febbraio 1973 |
| 10  | 10 | 10 | 17 | 18 | The Responsibility Seat  | Il posto delle decisioni   | 8 marzo 1973      | 21 gennaio 1973  |
| 11  | 11 | 11 | 6  | 14 | The Square Triangle      | Il triangolo quadrato      | 9 dicembre 1970   | 9 gennaio 2001   |
| 12  | 12 | 12 | 10 | 23 | Court Martial            | Corte marziale             | 1º maggio 1971    | 31 ottobre 1971  |
| 13  | 13 | 13 | 9  | 5  | Close Up                 | L’ingrandimento            | 16 dicembre 1970  | 24 ottobre 1971  |
| 14  | 14 | 14 | 11 | 22 | Confetti Check A-O.K.    | Controllo confetti: OK!    | 10 luglio 1971    | 18 gennaio 2001  |
| 15  | 15 | 15 | 8  | 11 | E.S.P.                   | Percezioni extrasensoriali | 21 ottobre 1970   | 18 febbraio 1973 |
| 16  | 16 | 16 | 12 | 6  | Kill Straker!            | Uccidete Straker           | 4 novembre 1970   | 25 gennaio 2001  |
| 17  | 17 | 17 | 13 | 7  | Sub-Smash                | Sul fondo                  | 11 novembre 1970  | 17 ottobre 1971  |
| 18  | 18 | 18 | 19 | 9  | The Sound of Silence     | Troppo silenzio            | 17 luglio 1971    | 4 febbraio 1973  |
| 19  | 19 | 19 | 18 | 18 | The Cat With Ten Lives   | L’occhio del gatto         | 30 settembre 1970 | 1º febbraio 2001 |
| 20  | 20 | 20 | 20 | 17 | Destruction              | Distruzione nell’Atlantico | 2 dicembre 1970   | 7 gennaio 1973   |
| 21  | 21 | 21 | 21 | 15 | The Man Who Came Back    | Missione senza ritorno     | 3 febbraio 1971   | 14 gennaio 1973  |
| 22  | 25 | 23 | 22 | 16 | The Psychobombs          | Bombe psicologiche         | 30 dicembre 1970  | 8 febbraio 2001  |
| 23  | 22 | 22 | 24 | 19 | Reflections in the Water | Riflessi nell’acqua        | 24 luglio 1971    | 25 febbraio 1973 |
| 24  | 24 | 24 | 26 | 24 | Timelash                 | Il tempo si è fermato      | 17 febbraio 1971  | 15 febbraio 2001 |
| 25  | 23 | 25 | 23 | 20 | Mindbender               | Distorsioni mentali        | 13 gennaio 1971   | 22 febbraio 2001 |
| 26  | 26 | 26 | 25 | 26 | The Long Sleep           | Il lungo sonno             | 15 marzo 1973     | 1º marzo 2001    |

## Finalmente identificato
- Titolo originale: Identified
- Diretto da: Gerry Anderson
- Scritto da: Gerry Anderson, Sylvia Anderson e Tony Barwick

### Trama

Foto di scena, molto simile al girato, dall'episodio Controllo computer. Nel centro medico della SHADO il comandante Ed Straker (Ed Bishop). insieme al colonnello Alec Freeman (George Sewell), al dottor Murray (Peter Burton) e a un'infermiera, interroga l'extraterrestre (Hugo Panczak) catturato dopo l'abbattimento dell'UFO.

Il giovane Peter si imbatte insieme alla sorella Leila in un UFO atterrato in un bosco; si fermano a riprenderlo con una telecamera amatoriale, ma un extraterrestre apre il fuoco contro di loro.
Nell'anno 1969, l'auto che conduce il colonnello dei servizi segreti Edward Straker a colloquio con il Primo Ministro inglese viene attaccata da un disco volante che la insegue dal cielo. Oltre dieci anni più tardi, nel 1980, il colonnello dirige, sotto la falsa identità di proprietario dei grandi studi televisivi Harlington-Straker, lo SHADO, l'organizzazione militare segreta che combatte gli UFO che da 10 anni raggiungono la Terra, senza che la notizia venga diffusa. Il quartier generale è nascosto a diversi metri di profondità sotto gli studi cinematografici.
Il vice di Straker, colonnello Alec Freeman, viene inviato a Los Angeles allo scopo di acquistare dalla Westbrook Electronics un sistema in grado di individuare con anticipo sufficiente l'avvicinamento del nemico alla Terra; al ritorno il suo aereo, sul quale viaggia anche il colonnello Virginia Lake, viene attaccato da un UFO che gli intercettori lunari non sono riusciti a fermare. L'UFO viene abbattuto dallo Skydiver e il pilota recuperato in mare; è la prima volta che un extraterrestre cade vivo nelle mani dello SHADO. Si tratta di un umanoide dalla pelle grigioverde, che ha assunto questo colore a contatto con il liquido di sopravvivenza della tuta spaziale. L'alieno sopravvive per qualche ora, finché muore con evidenti sintomi di senescenza rapida a causa dell'esposizione all'atmosfera terrestre. I medici riescono a determinare che appartiene a una razza in declino affetta da problemi di sterilità, che ha viaggiato per mesi a velocità molte volte superiore alla velocità della luce e che il suo corpo contiene ben 5 organi trapiantati da donatori umani.
Dopo l'autopsia, Straker deve comunicare al capitano Peter Carlin, diventato comandante dello Skydiver, che il cuore dell'alieno morto è stato espiantato a sua sorella Leila, la ragazza uccisa dieci anni prima dall'UFO atterrato in un bosco.
- Altri interpreti: Basil Dignam (il ministro), Paul Gillard (Kurt Mahler), Gary Files (Phil Wade), Michael Mundell (Ken Matthews)
- La Televisione della Svizzera italiana mandò in onda questo episodio con il titolo L'uomo che venne dallo spazio.
- Nell'episodio c'è la scena cult in cui Shakira Baksh, futura moglie di Michael Caine, e Gabrielle Drake, alias Gay Ellis si cambiano d'abito.

## Controllo computer
- Titolo originale: Computer affair
- Diretto da: David Lane
- Scritto da: Tony Barwick

### Trama
Mentre il colonnello Freeman si trova su Base Luna, scatta un allarme per l'avvicinamento di un UFO. Gli intercettori si levano in volo e lanciano i missili ma il disco volante è illeso; il tenente Gay Ellis fornisce le nuove coordinate di rotta ai piloti, ma uno dei tre velivoli viene distrutto e l'UFO penetra nell'atmosfera terrestre.
Straker richiama immediatamente al quartier generale SHADO Ellis e i due piloti sopravvissuti, per sottoporli a una serie di test psicoanalitici. Il velivolo extraterrestre intanto atterra nel Canada settentrionale, le ricerche non lo individuano perché è inabissato in fondo a un lago. Appena torna in superficie, il satellite SID ne segnala la posizione e lo Skydiver lo rintraccia, danneggiandolo al punto che deve atterrare vicino alla base militare di Lexfield.
Intanto il risultato del test indica che Ellis è sotto stress a causa dell'attaccamento emotivo che prova per Bradley, uno dei piloti superstiti degli intercettori. Freeman, nominato comandante sul campo delle operazioni in Canada, decide di portare con sé entrambi, contro il parere del comandante Straker, per metterli alla prova. Freeman ha con sé tre SHADO-mobile: il primo viene distrutto appena entra in contatto visivo con l'UFO. Per dimostrare che non si fa influenzare da elementi emotivi, Gay Ellis fa avanzare per il secondo attacco il più distante degli altri due mezzi cingolati, comandato da Bradley.
Bradley e i suoi lasciano lo SHADO-mobile e ingaggiano una sparatoria con due alieni appiedati dopo l'esplosione dell'UFO, uccidendone uno e catturando l'altro, che viene trasportato al quartier generale. L'analisi medica conferma quanto già si sapeva: la pelle dell'umanoide ha un colore verde a causa del liquido di sopravvivenza contenuto nella tuta; siccome qualsiasi comunicazione sembra impossibile, Straker si assume la responsabilità di iniettargli una droga che ne provoca rapidamente la morte.
Straker vorrebbe trasferire al quartier generale Ellis e Bradley, ma Freeman minaccia le dimissioni, che poi ritira; una simulazione al computer stabilisce comunque che se Ellis avesse seguito una differente procedura durante l'attacco dell'UFO, tutti e tre gli intercettori sarebbero stati persi e non solo uno. I due possono tornare a Base Luna.
- Altri interpreti: Harry Baird (Mark Bradley), Peter Burton (Dottor Murray), Michael Mundell (Ken Matthews)
- La Televisione della Svizzera italiana mandò in onda questo episodio con il titolo “Un computer per decidere”. L'etichetta su una bottiglia di vino ordinata a cena da Ellis e Bradley riporta l'annata 1984.

## Traditore per forza
- Titolo originale: Flight Path
- Diretto da: Ken Turner
- Scritto da: Ian Scott Stewart

### Trama
I test psicologici ai quali viene sottoposto periodicamente tutto il personale SHADO segnalano che l'agente Paul Roper è in situazione di forte stress. Un'intercettazione ambientale rivela che l'agente detta al telefono dati e cifre. Roper è sotto ricatto; per aumentare la pressione qualcuno ha spaventato sua moglie Carol, che vive in una casa isolata, finché l'uomo ha ceduto accettando di collaborare.
Roper viene immediatamente interrogato da Straker; confessa di avere passato dati e coordinate elaborati dal satellite SID, ma non sa a cosa servano. I medesimi dati sottoposti al calcolatore dal personale di Base Luna, rivelano una rotta di volo che contiene la posizione del Sole, della Terra e della Luna in allineamento. Straker ipotizza che il contatto di Roper sia una spia interna a SHADO, e per farla uscire allo scoperto rilascia l'agente; inoltre si è reso conto che alcuni dati da lui forniti al telefono sono volutamente errati. Se ne è accorto anche il ricattatore, che è Dawson, aiutante medico al quartier generale: si reca a casa di Carol Roper per vendicarsi; lei si è armata di fucile, i due si uccidono a vicenda. Nella tempia di Dawson viene rinvenuto un microchip impiantato dagli extraterrestri. L'auto di Roper viene attaccata da un UFO, ma l'uomo rimane illeso.
La rotta di volo elaborata da Roper permette che un UFO passi inosservato a bassa quota sulla superficie lunare, durante un momento di forte attività solare che acceca temporaneamente i radar. Straker decide di tendergli un agguato, un singolo uomo appiedato con un lanciamissili. Viene inviato Paul Roper, che accetta in questo modo di cancellare il tradimento. Appena il sole sorge all'orizzonte lunare, un UFO sopraggiunge volando tra le rocce. Roper riesce a distruggerlo con un missile ma la sua tuta si fora e disperde tutta l'aria. L'uomo muore prima che arrivi un mezzo di soccorso da Base Luna.
- Altri interpreti: George Cole (Paul Roper), Sonia Fox (Carol Roper)
- L'episodio è stato trasmesso per la prima volta in lingua italiana da TMC 2. È conosciuto anche con il titolo alternativo La via del Cielo.

## Progetto Foster
- Titolo originale: Exposed
- Diretto da: David Lane
- Scritto da: Tony Barwick

### Trama
Tre UFO vengono avvistati da Base Luna, due vengono distrutti dagli intercettori ma il terzo supera le difese e si avvicina a una regione del Nord Atlantico dove è in corso il collaudo di un aereo sperimentale. I due piloti rifiutano di interrompere il volo e si imbattono nell'UFO, che fotografano e filmano, ma lo Sky 1 lo abbatte davanti ai loro occhi, così vicino che il jet rimane danneggiato e precipita. Uno dei due piloti non sopravvive; l'altro, Paul Foster, viene messo a riposo dai suoi superiori; è convinto di avere visto un UFO e vuole indagare, aiutato anche dalla sorella di Jim, il collega morto nell'incidente.
Tentano di dissuaderlo in ogni modo: mediante un colloquio con lo psichiatra dei servizi segreti dottor Jackson, mediante l'alterazione del film e delle foto scattate in volo, anche con la devastazione teppista di casa sua. È la sorella di Jim a mostrargli un giornale di dieci anni prima quando Straker, proprietario di un grande studio televisivo, era un colonnello dell'aeronautica, coinvolto in un misterioso incidente automobilistico in cui morì un Ministro. Foster si reca da Straker, che tenta a sua volta di dissuaderlo, minacciandolo con una pistola. Infine lo conduce nel quartiere generale sotterraneo di SHADO dove gli rivela che ha superato tutte le prove di un percorso ideato per lui. C'è già pronto anche un badge d'identità, Foster diventa un uomo SHADO.
- Altri interpreti: Jean Marsh (Janna Wade), Robin Bailey (William Kofax), Matt Zimmerman (Jim Wade), Arthur Cox (Louis Graham)

Stagioni di UFO
- La Televisione della Svizzera italiana mandò in onda questo episodio con il titolo “Foster”.

## Bonifica spaziale
- Titolo originale:Conflict
- Diretto da: Ken Turner
- Scritto da: Ruric Powell

### Trama
Un modulo spaziale comandato dal capitano Steve Maddox procede alla bonifica di relitti rimasti in orbita nello spazio. Straker teme infatti che possano offrire riparo a invasori extraterrestri, e chiede alla commissione astrofisica i fondi per procedere a una bonifica spaziale totale. Il generale Henderson però è esasperato dalle continue richieste di finanziamento e preannuncia il parere negativo della commissione.
Intanto la navetta spaziale viene abbordata da un ordigno extraterrestre nascosto in un modulo abbandonato dell'Apollo 8, che modifica l'angolo di rientro nell'atmosfera al punto che la nave si disintegra. Henderson impone uno stop ai voli lunari ma il colonnello Foster, comandante di Base Luna, decolla a bordo di un altro modulo, deciso a ripetere il percorso seguito da Maddox. Riesce a scampare a fatica a un'aggressione dell'ordigno alieno che tenta di cambiare l'angolo di rientro.
Straker ritiene che qualcosa si nasconda dietro uno dei quattro relitti dislocati lungo la traiettoria seguita dai due moduli lunari. Invia gli intercettori a distruggerli, sapendo che è una trappola per allontanarli da Base Luna. Henderson è furioso, ritiene che sia stato Straker a comandare il volo di Foster; si reca al quartier generale SHADO e lo esautora per nominare al suo posto Foster, che però rifiuta. Nel frattempo un UFO supera l'orbita lunare e si avvicina al quartier generale, evidentemente per distruggerlo. Il rischio è forte, Henderson accusa il comandante di incoscienza ma all'ultimo momento lo Sky 1 distrugge l'UFO.
Vedendo come Straker si è comportato durante la crisi, Henderson assicura il suo appoggio per la richiesta di bonifica spaziale.
- Altri interpreti: Drewe Henley (Steve Maddox), Michael Kilgarriff (Steiner).

## Salvataggio
- Titolo originale: Survival
- Diretto da: Alan Perry
- Scritto da: Tony Barwick

### Trama
Un UFO raggiunge la Luna senza essere rilevato dal sistema di tracciamento. Un extraterrestre si avvicina a piedi alla base SHADO e con un colpo d'arma da fuoco provoca la decompressione della sala relax e la morte del tenente Bill Grant. Il proiettile viene scoperto, gli intercettori in volo fotografano un UFO allunato nella parte in ombra di un cratere. Straker invia a catturarlo due luna-mobile agli ordini di Paul Foster, comandante di Base Luna. I quattro dell'equipaggio scendono a piedi per catturare l'UFO, com'è desiderio di Straker dal momento che l'atmosfera terrestre ne provoca sempre la disintegrazione; ma la nave aliena apre il fuoco e Foster si trova separato dagli altri.
L'UFO si leva in volo e viene centrato dal missile di un intercettore, andando a schiantarsi sul luna mobile dove avrebbe dovuto trovarsi Foster, che invece è perduto tra le rocce. Viene dato per disperso e già Straker ha trovato un sostituto. In realtà il comandante di Base Luna si è ferito a una gamba ed è incappato in un extraterrestre che lo ha fatto prigioniero. La sua radio non funziona, ma l'alieno, evidentemente anche lui isolato dai suoi, acconsente a accompagnarlo fino alla base lunare.
Un luna-mobile parte per cercare fra i resti del mezzo distrutto, l'aria nella tuta di Foster è quasi esaurita ma l'extraterrestre lo aiuta. Il colonnello riesce a farsi notare dal luna-mobile ma perde i sensi prima di riuscire a avvertire i colleghi, i quali uccidono a prima vista l'extraterrestre.
- Altri interpreti: Gito Santana (l'alieno)

## I globi di fuoco
- Titolo originale: The Dalotek Affair
- Diretto da: Alan Perry
- Scritto da: Tony Barwick

### Trama
L'episodio viene introdotto da un'intervista rilasciata dal vero ufologo Frank E. Stranges, fondatore del National Investigations Committee on Unidentified Flying Objects, girata quando Stranges visitò il set della serie, tra il 16 e il 24 luglio 1969, negli stessi giorni in cui si svolgeva la missione Apollo 11, citata nell'intervista.
Allarme rosso su Base Luna, si avvicinano tre UFO: improvvisamente cambiano rotta e tornano indietro poco prima di essere intercettati. Subito dopo un meteorite colpisce la superficie lunare a poca distanza da una base privata, installata per compiti di ricerca e sfruttamento dalla Dalotek. Nella base si trovano tre tecnici per un periodo di dieci giorni. Le trasmissioni radio da Base Luna e la Terra si interrompono per qualche minuto, poi ritornano. Straker ordina al colonnello Foster di accertarsi se non sia un'interferenza della base Dalotek.
Foster viene accolto come un prevaricatore dai tecnici, a parte la bella geologa Jane Carson che sembra colpita dal giovane. Poco dopo una nuova interruzione di comunicazioni causa un incidente mortale con il modulo lunare in fase di atterraggio. Furibondo, Foster sequestra i circuiti di trasmissione Dalotek. I tre tecnici scoprono durante una ricognizione all'esterno che nel cratere del meteorite c'è uno strano apparecchio trasmittente. Riescono a farlo sapere a Foster mentre inizia un nuovo black out radio, in corrispondenza di un attacco UFO. Un Luna mobile inviato per l'occasione distrugge l'apparecchio alieno, depositato dal finto meteorite, in tempo per fermare l'UFO.
Jane Carson e i suoi colleghi vengono sottoposti alla procedura di amnesia selettiva prevista per chi viene a contatto con i segreti di SHADO.
- Altri interpreti: Tracy Reed (Jane Carson), Clinton Greyn (Mark Tanner), David Weston (Phil Mitchell).

- L'episodio fu girato tra il 16 e il 24 luglio 1969, negli stessi giorni in cui si svolgeva la missione Apollo 11, citata nell'intervista rilasciata da Stranges[2].

## Questione di priorità
- Titolo originale: A Question of Priorities
- Diretto da: David Lane
- Scritto da: Tony Barwick

### Trama
Ed Straker riporta il figlio John a casa dalla moglie divorziata, che ora vive con un altro uomo; ma il ragazzo ha un incidente proprio fuori dalla porta, viene investito da un'auto e trasportato al pronto soccorso. John è allergico a alcuni antibiotici, per cui l'unico medicinale sicuro prima che accada l'irreparabile sarebbe un farmaco innovativo disponibile solo in America. Straker afferma che può procurarselo. Dà disposizioni a un volo SHADO da oltre oceano perché prelevi il medicinale in un ospedale e lo porti a Londra.
Ma nel frattempo è in corso un'emergenza, gestita da Freeman: un UFO supera le difese e si inabissa in mare presso la costa occidentale irlandese. Poco dopo un extraterrestre entra a casa della signora O'Connor, anziana cieca che vive sola, monta una trasmittente radio e si inserisce sulle frequenze SHADO. Straker, rientrato al quartier generale in attesa del volo dall'America, ha l'intuizione che l'extraterrestre voglia aiutarli. A sua insaputa però Freeman ha disposto che l'aereo con il farmaco per John aiuti le ricerche sulla costa irlandese. Straker decide di non opporsi.
Un nuovo UFO supera le difese, giunge sulla Terra e uccide l'extraterrestre che era entrato in casa O'Connor. Il farmaco giunge a Londra troppo tardi, John è già morto e Mary Straker addebita tutta la responsabilità all'ex marito.
- Altri interpreti: Barnaby Shaw (John Rutland), Suzanne Neve (Mary Rutland), Phillip Madoc (Steven Rutland), Richard Aylen (l'extraterrestre)
- L'episodio è conosciuto anche con il titolo Prima il dovere, poi...

## Incubo
- Titolo originale: Ordeal
- Diretto da: Ken Turner
- Scritto da: Tony Barwick

### Trama
Al termine di un'esercitazione con lo Sky 1, il colonnello Foster partecipa a una festa privata a casa di un'amica; al risveglio si reca al Centro Ricerche SHADO, nel sud dell'Inghilterra, dove per due settimane seguirà un programma per rimettersi in forma. Intanto un UFO viola le difese di base Luna e si avvicina alla Terra.
Foster ha un malore nella sauna del Centro Ricerche, quando riesce a uscire viene aggredito da due extraterrestri che lo mettono fuori combattimento e lo infilano dentro una tuta, poi riempiono il casco del liquido verde che respirano i piloti degli UFO. Straker invia sul posto Freeman, che trova tutti morti e rileva la scomparsa di Foster.
Il comandante decide di abbattere l'UFO appena lascerà la superficie terrestre perché la morte è comunque preferibile alla prigionia tra gli alieni, ma il pilota dello Skydiver sbaglia di proposito il colpo. L'UFO è comunque danneggiato, si avvicina alla Luna dove si prevede si schianterà. Il tenente Gay Ellis esce con il luna-mobile, nell'esplosione del veicolo alieno Foster viene proiettato fuori e recuperato.
È necessario togliergli il casco e riportarlo alla respirazione dell'atmosfera terrestre; l'operazione è delicata e richiede la supervisione a distanza del dottor Jackson. Quando Ellis fa defluire il liquido verde, Foster ha una crisi respiratoria. Si risveglia nell'anticamera della sauna, al Centro Ricerche: il suo è stato solo un incubo procurato dagli eccessi della festa della sera prima.
- Altri interpreti: David Healy (Joe Franklin), Basil Moss (Dottor Harris)

## Il posto delle decisioni
- Titolo originale: The Responsibility Seat
- Diretto da: Alan Perry
- Scritto da: Tony Barwick

### Trama
Agli studi televisivi arriva una giornalista, una bella donna di nome Josephine Fraser, per intervistare Straker. Fingendo di lasciare la borsa nel suo ufficio, la donna torna con uno stratagemma quando lui è assente. Straker teme che possa avere registrato nel frattempo qualcosa di compromettente che riveli l'esistenza di SHADO. Riesce a risalire alla targa dell'auto della donna grazie alla sicurezza interna, lascia il comando a Freeman e si reca a cercarla nel residence dove vive.
Base Luna avvista tre UFO, due vengono distrutti ma il terzo si avvicina alla terra. Freeman mobilita lo Skydiver contro un oggetto rilevato dai radar, ma è solo un pallone meteorologico. Straker raggiunge Josephine Fraser e le impone di consegnargli il nastro delle registrazioni, ma la donna riesce a fuggire. La blocca dopo un inseguimento in automobile.
Base Luna segnala un veicolo di superficie in avvicinamento a circa 50 miglia di distanza, Freeman fa levare in volo gli intercettori per verificare, si scopre che si tratta di una draga russa della base lunare Sovatec. I responsabili sovietici non riescono a mettersi in contatto con l'equipaggio, il mezzo sembra fuori controllo e punta direttamente sull'installazione SHADO.
Straker interroga la giornalista Fraser, una freelance che si lamenta della scarsità di lavoro; il registratore sarebbe solo uno stratagemma per scoprire qualcosa di interessante su cui scrivere un pezzo. Tra i due si stabilisce una certa simpatia, Straker la invita a cena a casa propria: allo stesso tempo però si procura una traccia vocale che fornisce alla sua segretaria per svolgere indagini.
Il colonnello Foster va incontro alla draga russa a bordo di un luna mobile, spara alcuni colpi di avvertimento senza successo; decide quindi di salire sul mezzo in movimento e scopre che i due uomini dell'equipaggio soffrono di anossia a causa dell'abbassamento della pressione dell'ossigeno, e non si rendono conto della situazione.
A casa di Straker intanto si è stabilita una certa situazione tra i due, è evidente che c'è del desiderio reciproco; ma proprio mentre Fraser lo precede in camera da letto, lui riceve dalla segretaria la telefonata che aspettava: la giornalista ha già subito cinque denunce per spionaggio industriale. Straker la manda via anche se lei gli assicura che le proprie motivazioni non sono più di tipo lavorativo.
Nel frattempo a bordo della draga Foster deve mettere fuori combattimento l'equipaggio russo prima di riuscire ad arrestare il veicolo con il comando d'emergenza comunicatogli dai sovietici, a pochi metri dalla collisione con la struttura di Base Luna.
- Altri interpreti: Jane Merrow (Josephine Fraser), Janos Kurucz e Paul Tamarin (astronauti russi), Patrick Jordan (il comandante russo)
- L'episodio non fu messo in onda nel Regno Unito con la prima serie ma soltanto in una successiva replica; per questo fu trasmesso prima in Italia (21 gennaio 1973) che nel paese d'origine (8 marzo dello stesso anno).

## Il triangolo quadrato
- Titolo originale: The Square Triangle
- Diretto da: David Lane
- Scritto da: Alan Pattillo

### Trama
Viene avvistato un UFO che si dirige verso l'Inghilterra meridionale. Straker ordina di non intercettarlo perché vuole tentare di catturare vivi i piloti. Invia sul posto, una zona poco abitata in una foresta, gli SHADO-mobile al comando del colonnello Foster.
Intanto Liz Newton e il suo amante Cass Fowler raggiungono la casa di lei all'interno della zona che Straker ha fatto circondare; i due hanno intenzione di assassinare il marito della donna al momento in cui rientra in casa, fingendo un incidente: hanno fatto credere ai conoscenti che Jack Newton non sia atteso a casa per la sera, perché vogliono simulare un incidente con un intruso.
Un guardiacaccia che attraversa la foresta viene ucciso dall'extraterrestre, che poi si aggira nei dintorni. L'UFO esplode, Foster arriva sul posto e vi trova all'interno il corpo carbonizzato dell'uomo; decide di lasciar seguire al cane del guardiacaccia le tracce dell'invasore. L'alieno intanto entra in casa Newton e viene ucciso a colpi di pistola da Liz, che crede sia il marito.
Foster arriva sul posto e porta via con sé la donna e il suo amante. Condotti al quartier generale SHADO, viene loro somministrata una droga dell'oblio che cancella le ultime ore della loro vita. Foster vorrebbe denunciarli alle autorità, teme che i due tentino di nuovo di assassinare Newton, ma Straker non è d'accordo: SHADO non può esibire il corpo dell'extraterrestre, e la Newton e Fowler non sarebbero più perseguibili poiché non hanno più il ricordo delle ultime ore.
Nella scena finale, Liz Newton si attarda davanti a una tomba in un cimitero, poi si allontana verso il suo amante Cass che la attende all'uscita.
- Altri interpreti: Adrienne Corri (Liz Newton), Allan Cuthbertson (Jack Newton), Patrick Mower (Cass Fowler), Anthony Chinn (l'alieno)

## Corte marziale
- Titolo originale: Court Martial
- Diretto da: Ron Appleton
- Scritto da: Tony Barwick

### Trama
Il colonnello Paul Foster, sotto corte marziale con l'accusa di avere passato alla stampa informazioni suscettibili di rivelare l'esistenza dell'organizzazione SHADO, viene condannato a morte.
Tutto è iniziato quando Straker ha trovato un microfono nascosto nella propria auto e ha capito subito che era stato messo dal generale Henderson per controllarlo. Il suo superiore gli rivela che c'è una spia molto vicina a lui nell'organizzazione. Ben presto i sospetti convergono su Paul Foster perché le comunicazioni filtrate provengono dalla sua macchina cifrante. Henderson convoca la corte marziale, l'accusa è impersonata dallo psicologo Jackson, il quale rivela che Forser ha ricevuto un versamento di 10.000 dollari sul proprio conto in banca. Gli indizi sono schiaccianti, Foster viene condannato per tradimento.
Tuttavia uno dei clienti che lavorano negli studi televisivi, dove Foster è impiegato sotto copertura, rivela a Straker che alcuni segreti industriali gli sono stati sottratti e venduti alla concorrenza. Il comandante intuisce che Foster è vittima di intercettazioni ambientali, e riesce a trovare a casa sua dei microfoni. Qualcuno, nell'atto di spiarlo in quanto dipendente degli studi Harlington-Straker, è riuscito a scoprire l'esistenza di SHADO.
Intanto Foster fugge dalla custodia e viene inseguito da guardie armate con l'ordine di sparare a vista. Straker riesce a risalire a una donna che ha commissionato lo spionaggio ambientale e la costringe rilasciare una dichiarazione che scagiona Foster. Ma il colonnello è stato già abbattuto dalle guardie: per fortuna, Jackson ha suggerito che usassero proiettili anestetici. Si scopre infine che i 10.000 dollari gli sono stati versati come bustarella dall'agente di una starlet che voleva farsi strada nel cinema.
- Altri interpreti: Jack Hedley (Webb), Neil McCallum (Carl Mason), Georgina Cookson (Jane Grant), Tutte Lemkow (Singleton)

## L'ingrandimento
- Titolo originale: Close Up
- Diretto da: Alan Perry
- Scritto da: Tony Barwick

### Trama
Sotto la diretta responsabilità di Straker, lo SHADO sperimenta un nuovo programma che permette ingrandimenti fotografici della superficie terrestre di molte grandezze superiori a quanto ottenuto finora. Straker riesce a ottenere dalla commissione e dal generale Henderson un finanziamento di un miliardo di dollari per lanciare in orbita un satellite in grado di seguire un UFO sino al suo pianeta. Straker, Foster e Freeman si recano su Base Luna in attesa dell'avvicinamento di un velivolo extraterrestre, qui confidano al personale che si tratta del primo passo per restituire i colpi che stanno portando alla Terra; intanto la NASA spedisce il satellite in orbita lunare, e il colonnello Foster vi monta la macchina elaborata dallo SHADO.
Si avvicina un UFO proveniente dallo spazio profondo, gli intercettori si levano in volo da Base Luna ma invece di distruggerlo lo spingono in direzione dell'orbita dove è in attesa il satellite. Questo viene attirato dal disco volante e lo segue nel suo lungo viaggio di ritorno. Saranno necessari quattro mesi prima che arrivino le prime immagini.
Il tempo passa, il satellite finalmente trasmette: si tratta di fotografie di qualcosa che potrebbe sembrare una zona coperta di vegetazione. Ma il responsabile del progetto dott. Young spegne le illusioni di Straker: c'è un difetto, la macchina non ha inviato alcun dato sulla scala dell'ingrandimento, che dunque risulta inintelligibile. Straker contesta questa interpretazione, ma il dott. Young gli dimostra che ha torto: gli mostra una fotografia a video domandandogli di riconoscerla, e rivela che ciò che sta osservando è l'immagine molte volte ingrandita delle gambe nude del tenente Gay Ellis, in attesa nella stanza accanto.
Il tentativo di scoprire qualche notizia sul misterioso pianeta d'origine degli UFO è da considerarsi fallito.
- Altri interpreti: Neil Hallett (Kelly), James Beckett (Dottor Young), Frank Mann (il controllore)

## Controllo confetti: OK!
- Titolo originale: Confetti Check A-O.K.
- Diretto da: David Lane
- Scritto da: Tony Barwick

### Trama
Il tenente Grey offre sigari a tutti i colleghi nel quartier generale SHADO per festeggiare la nascita di due figli gemelli. Questo scatena in Straker una tempesta di ricordi che risale a dieci anni prima.
Quando Straker si sposa, SHADO non esiste ancora, ma lui è già nei servizi segreti con il grado di colonnello. Poco prima che il suo aereo decolli per la Grecia, dove ha deciso di portare la moglie Mary in viaggio di nozze, viene fermato e convocato dal suo superiore generale Henderson. Gli viene comunicato che sarà lui a presentare al comitato speciale delle Nazioni Unite a New York la richiesta di finanziamento per la creazione di SHADO. Straker è così convincente che non solo ottiene i fondi, ma viene anche nominato comandante della struttura.
Straker si trasferisce nella nuova casa con la moglie, e quasi contemporaneamente iniziano i lavori per la costruzione degli studi cinematografici nei cui sotterranei si cela il quartier generale. Il primo arruolato è il suo amico colonnello Freeman, pilota d'aereo e agente dei servizi segreti. Mary si lamenta subito perché il marito continua a tornare a casa molto tardi. Lui non può rivelarle nulla perché SHADO è un progetto top secret. Mary gli comunica che aspettano un figlio.
L'impegno per mettere in piedi l'organizzazione però prende tutto il tempo di Straker, i lavori durano fino a primavera quando è prevista la scadenza della gravidanza. Mary sospetta che lui abbia una relazione con un'altra donna perché un investigatore privato l'ha fotografato insieme a una giovane agente. Gli comunica che lo lascerà, ma mentre lui cerca di fermarla, forse convinto a raccontarle la verità sul proprio lavoro, Mary cade dalle scale.
Viene portata all'ospedale e immediatamente operata a causa di un'emorragia interna. Per fortuna tutto finisce bene, sia Mary che il bambino, un maschio, sono sani e salvi. Anche il padre della donna si riconcilia con il genero.
- Altri interpreti: Suzanne Neve (Mary Straker), Michael Nightingale (il padre di Mary), Tom Oliver (il dottore), Donald Pelmear (l'agente immobiliare)
- La prima messa in onda in lingua italiana avvenne su TMC 2.

## Percezioni extrasensoriali
- Titolo originale: E.S.P.
- Diretto da: Ken Turner
- Scritto da: Alan Fennell

### Trama
Viene avvistato un UFO in avvicinamento alla Terra; ha un comportamento anomalo, cambia rotta di continuo come se ondeggiasse. Gli intercettori decollati da Base Luna non riescono a colpirlo. Al quartier generale SHADO pensano sia uno stratagemma per evitare la distruzione, però il disco volante continua il suo andamento oscillante anche quando si avvicina alla Terra.
Giunto sull'Europa occidentale, fa scattare l'allarme rosso. Straker invia gli SHADO-mobile nel punto di impatto, una foresta poco abitata. A un posto di blocco viene fermato un uomo, John Croxley, il quale assiste allibito all'UFO che precipita sulla sua casa, uccidendo sua moglie Stella. Il colonnello Foster rimane ferito nell'impatto; Straker dice a Croxley che l'incidente è causato da un velivolo sperimentale, in realtà l'UFO si è schiantato scientemente sull'abitazione.
Circa un mese più tardi, agli studi cinematografici Harlington-Straker giunge un plico via posta; contiene tutti i segreti dell'organizzazione SHADO messi nero su bianco. Il mittente è Croxley. Straker e Freeman si recano dal medico dell'uomo, lo psichiatra dottor Brünner, dal quale vengono a sapere che Croxley possiede poteri extrasensoriali: è in grado di percepire ciò che accadrà nell'immediato futuro e anche di leggere nel pensiero. Questa sua capacità si sta acutizzando.
Straker ipotizza che l'uomo abbia letto i segreti di SHADO dalla mente di Foster, ricoverato in ospedale a causa dell'incidente. Croxley ha anche lasciato a Brünner un messaggio per Straker, evidentemente prevedendo che sarebbe venuto da lui: lo aspetta di notte nella casa distrutta dall'UFO. Straker e Freeman vi si recano senza scorta, ma Croxley li disarma. Ha intenzione di ucciderli per vendicare la morte della moglie. Avrebbe anche il potere di farlo perché prevede ogni loro mossa; gli extraterrestri sono evidentemente penetrati nel suo cervello e hanno ucciso sua moglie perché egli provasse il desiderio di vendicarsi su Straker. Tuttavia quando il colonnello Foster arriva alle sue spalle, egli lo legge nella mentre di Freeman ma non fa nulla per difendersi e si lascia uccidere, come se avesse recuperato negli ultimi momenti di vita il controllo di se stesso.
- Altri interpreti: John Stratton (John Croxley), Deborah Stanford (Stella Croxley), Douglas Wilmer (Dottor Brünner), Maxwell Shaw (Dottor Schroeder)

## Uccidete Straker
- Titolo originale: Kill Straker!
- Diretto da: Alan Perry
- Scritto da: Donald James

### Trama
Un UFO attacca il modulo lunare a bordo del quale ci sono il colonnello Paul Foster e il capitano Frank Craig. Per 16 ore si perdono tracce del modulo, che poi arriva incolume a Base Luna: nel frattempo però i due hanno subito un condizionamento che impone di uccidere Straker.
Straker e Freeman si recano su Base Luna e notano una particolare acrimonia in Foster, che rinfaccia al comandante di aver messo in pericolo la sua vita. Il comandante rivela di avere intenzione di chiedere il raddoppio del finanziamento annuo perché prevede un massiccio attacco di UFO, Foster lo mette in dubbio.
Foster ritorna sulla Terra. Durante la notte il capitano Craig cerca di uccidere Straker nel sonno, ma vistosi sorpreso fugge. Malgrado l'allarme rosso, si impadronisce di una tuta e una carica esplosiva e esce all'aperto per distruggere gli impianti di aria e acqua di Base Luna: però la riserva d'aria che ha con sé è insufficiente e muore prima di procurare danni irreparabili. Scontento di come il comandante ha gestito l'emergenza, Foster fa rapporto al generale Henderson lamentando che Straker identifica lo SHADO con sè stesso, e che forse è ora di un cambio al comando. Il generale Henderson convoca Freeman, che si rifiuta di avallare il rapporto.
Venuto a sapere del rapporto, Straker affronta Foster su Base Luna, ma il colonnello è armato e cerca veramente di ucciderlo. Straker lo disarma e intervengono gli uomini di Base Luna. Al quartier generale SHADO, Foster viene esaminato dagli psichiatri che rivelano come abbia subito un lavaggio del cervello nelle 16 ore in cui è rimasto in balia dell'UFO, un profondo condizionamento a uccidere Straker che non è possibile rimuovere. Foster è irrecuperabile. Straker non si dà per vinto e lo affronta, finge di volerlo uccidere e poi gli dà la possibilità di farlo a sua volta. Ma Foster non ci riesce, anche con il rischio di essere eliminato. A questo punto si può considerare fuori pericolo.
- Altri interpreti: David Sumner (Frank Craig)
- La prima messa in onda in lingua italiana avvenne su TMC 2.

## Sul fondo
- Titolo originale: Sub-Smash
- Diretto da: David Lane
- Scritto da: Alan Fennell

### Trama
Un UFO nascosto nell'oceano attacca e distrugge una nave. Lo Skydiver viene subito inviato sul posto, Straker decide di salire a bordo insieme al colonnello Foster, vincendo la propria claustrofobia. Mentre si trova in navigazione, il mezzo viene attaccato da una macchina extraterrestre e si posa danneggiato sul fondo. Il comandante Wateman viene lanciato con lo Sky 1 e riesce a distruggere l'UFO. Il tenente Chin rimane ferito, le uscite di sicurezza sono danneggiate tranne una, che però richiede un'ora e mezza per essere riempita e svuotata.
Straker decide che uscirà per primo il comandante Lewis, seguito da Chin e da Foster, riservando per se stesso l'ultimo posto. Il tenente Nina Barry uscirà dal condotto dello Sky 1. Hanno inizio le prime operazioni, ma Nina Barry rimane imprigionata nello stretto condotto che non si apre. Nessuno purtroppo se ne accorge. Il colonnello Freeman giunto sul posto con un aereo di salvataggio recupera Lewis e poi anche Foster, ma non c'è traccia di Barry.
L'aria nel sommergibile sta per esaurirsi. Chin muore dopo una breve agonia, Straker comincia a delirare e ricorda la morte del figlio in un incidente automobilistico. Seguendo le sue grida apre il portello e libera finalmente Nina Barry. I due sono rassegnati a morire insieme, ma all'ultimo momento Freeman riesce a far sollevare lo Skydiver dal fondale marino grazie a cariche esplosive e i sommozzatori liberano i due prigionieri attraverso il condotto di lancio.
- Altri interpreti: Paul Maxwell (Tenente Lewis), Anthony Chinn (tenente Chin), Burnell Tucker (il pilota)

## Troppo silenzio
- Titolo originale: The Sound of Silence
- Diretto da: David Lane
- Scritto da: David Lane e Bob Bell

### Trama
Un UFO si avvicina alla capsula spaziale GPS4 nei dintorni di Base Luna, è troppo rischioso tentare di colpirlo. Si libera degli intercettori e raggiunge la Terra. Straker invia sul posto gli SHADO-mobile comandati dal colonnello Foster.
L'UFO è atterrato in un bosco nei pressi della fattoria Stone; il figlio del proprietario, Russ Stone, caccia dalle proprie terre un giovane vagabondo che occupa insieme al suo cane una capanna abbandonata presso un lago. La notte il ragazzo entra nelle stalle della fattoria procurando l'allarme dei cavalli; Anne Stone, sorella di Russ, si sveglia, ma non si accorge che il vagabondo viene ucciso a pochi passi da lei e trascinato via.
Il giorno dopo Russ sparisce durante un allenamento al salto agli ostacoli; Anne e il padre denunciano la scomparsa, la notizia giunge a Straker che invia sul posto Paul Foster. Anne lo accompagna in un giro della proprietà, soprattutto presso il laghetto dove non si sente cantare neanche un uccello. I due scoprono il corpo mutilato e senza vita del vagabondo. Foster fa appostare gli SHADO-mobile presso l'acqua, bersagliata con bombe di profondità; quando l'UFO riemerge lo colpiscono e distruggono, ma dalla disintegrazione si salva una grossa capsula galleggiante.
L'oggetto viene portato al quartier generale SHADO; radiografato e aperto: all'interno c'è Russ Stone ancora vivo, pronto per essere spedito sul pianeta d'origine degli extraterrestri.
- Altri interpreti: Michael Jayston (Russel Stone), Susan Jameson (Anne Stone), Basil Moss (Dottor Frazer), Nigel Gregory (Culley), Gito Santana (l'alieno)
- La Televisione della Svizzera italiana mandò in onda questo episodio con il titolo Silenzio irreale.

## L'occhio del gatto
- Titolo originale: The Cat With Ten Lives
- Diretto da: David Tomblin
- Scritto da: David Tomblin

### Trama
Allarme rosso su base Luna, tre UFO in avvicinamento, che si ritirano appena si levano in volo gli intercettori. Immediatamente sopraggiungono altri tre UFO che attaccano Base Luna prima di essere abbattuti. Questo significa un'intensificazione negli arrivi, perché sono stati abbattuti 8 velivoli extraterrestri in una settimana. Jim Regan, pilota di intercettori, parte per due giorni di licenza sulla Terra; sua moglie Jean ha organizzato una cena a casa dei cugini, dove i quattro giocano con un mazzo di carte medianiche giunto per posta. Regan perde i sensi durante una seduta spiritica organizzata per scherzo. Al ritorno a casa è frastornato, frena bruscamente l'auto perché c'è un gatto sulla strada; ma mentre sono fermi, marito e moglie vengono storditi da due extraterrestri.
Al risveglio, Regan è solo con il gatto; si reca disperato da Straker il quale però non può permettersi che prolunghi la sua licenza a causa dell'intensificazione degli avvistamenti, e lo invia su Base Luna. Il dottor Jackson riceve intanto i risultati dell'autopsia sull'alieno morto nell'attacco contro Base Luna, che contraddicono quanto si credeva fino a quel momento: gli extraterrestri non sopravvivono grazie a trapianti di organi umani, ma sono terrestri in tutto e per tutto, ai quali sono state asportate alcune parti del cervello per trasformarli in “computer viventi”. Questo significa che gli extraterrestri veri potrebbero avere qualsiasi aspetto, perfino non umanoide.
Sulla Terra intanto l'UFO emerge dal lago sul cui fondo di nascondeva. Al comando di un intercettore, Regan perde i sensi al momento di abbatterlo: presumibilmente sua moglie rapita si trova a bordo del mezzo alieno. Il gatto siamese trovato per strada sembra avere una nefasta influenza su Regan. Straker lo sospende per un mese e lo sostituisce con il colonnello Foster, che però viene messo fuori combattimento da Regan; quest'ultimo si impadronisce di un intercettore e si dirige su Base Luna. Straker comprende che anche il gatto siamese potrebbe essere stato lobotomizzato e usato dagli alieni come tramite e riesce a fermare Regan eliminando l'animale. All'ultimo momento, il pilota recupera coscienza e si schianta sulla superficie lunare invece di distruggere la base.
- Altri interpreti: Alexis Kanner (Jim Regan), Geraldine Moffatt (Jean Regan), Windsor Davies (Morgan), Colin Gordon (Albert Thompson), Eleanor Summerfield (Muriel Thompson), Steven Berkoff (Cap. Steve Minto)
- La prima messa in onda in lingua italiana avvenne su TMC 2.

## Distruzione nell'Atlantico
- Titolo originale: Destruction
- Diretto da: Ken Turner
- Scritto da: Dennis Spooner

### Trama
Una nave da guerra della Marina viene avvicinata nell'Atlantico da un UFO, che rimane distrutto da un missile. Il generale Henderson riesce a impedire che la notizia arrivi al grande pubblico, ma il colonnello Lake, inviato a bordo dello Skydiver a cercare i resti del velivolo, non riesce a scendere a oltre 1000 braccia di profondità in una fossa troppo profonda.
Straker decide di investigare perché l'ammiraglio Sheringham ha archiviato troppo in fretta la questione dell'UFO. Chiede a Foster di entrare in contatto con la segretaria dell'ammiraglio, Sarah Bosanquet, che tra l'altro è figlia di uno dei costruttori di Base Luna, scomparso nel nulla durante i primi avventurosi anni di SHADO. Foster corteggia la ragazza e scopre nel suo appartamento un grosso telescopio dei cui dati di collimazione prende nota. La donna viene messa sotto sorveglianza: si scopre che un segnale laser trasmesso dal suo telescopio mette fuori combattimento il pilota di un intercettore impedendogli di fermare un UFO.
L'ammiraglio Sheringham, convocato al quartier generale SHADO, confessa che la nave da guerra deve seppellire sul fondo dell'Atlantico meridionale gas letale in una quantità tale da cancellare la vita sulla Terra. Si teme che gli UFO vogliano colpirla per questa ragione; solo lo Skydiver riesce a salvare la situazione quando il sistema elettronico della nave viene danneggiato da un attacco degli extraterrestri.
- Altri interpreti: Stephanie Beacham (Sarah Bosanquet), Edwin Richfield (ammiraglio Sheringham), Philip Madoc (capitano Steven), Peter Blythe (secondo ufficiale Cooper)
- La Televisione della Svizzera italiana mandò in onda questo episodio con il titolo “Distruzione”.

## Missione senza ritorno
- Titolo originale: The Man Who Came Back
- Diretto da: David Lane
- Scritto da: Terence Feely

### Trama
Durante il ritorno del modulo lunare sulla Terra, il colonnello Craig Collins segnala fuoco in cabina. Contemporaneamente, Base Luna avvista tre UFO in avvicinamento; uno dei tre devia dalla rotta e colpisce il satellite SID mettendolo fuori uso. Collins, considerato morto, viene ritrovato nella giungla tropicale qualche tempo dopo e ritorna a SHADO. Straker lo incarica di riparare il satellite SID nel corso di una missione comandata dal colonnello John Grey. Tra Collins e Grey c'è un'evidente antipatia.
Collins chiede di essere affiancato nella missione astronautica di riparazione dal colonnello Foster. I due uomini si contendono i favori del colonnello Virginia Lake, che al momento della scomparsa e presunta morte del primo ha iniziato a frequentare il secondo. Sia Lake che Grey notano un comportamento strano da parte di Collins. Quest'ultimo durante la notte toglie ossigeno alla camera da letto di Grey, che rischia il soffocamento ma non ha le prove per accusarlo.
Durante un allenamento nella palestra di Base Luna, Collins provoca un incidente dal quale Foster esce con una costola incrinata, non può partecipare alla missione. Collins sostiene che solo Straker può aiutarlo, perché sono stati loro due a montare in orbita il satellite SID dieci anni prima. Straker accetta malgrado gli avvertimenti di Grey, perché Collins è un suo amico personale.
I due escono in missione dal veicolo lunare, Collins cerca di uccidere Straker: nel periodo in cui si credeva perduto nella giungla è stato in realtà catturato e lobotomizzato dagli extraterrestri, per essere trasformato in un computer vivente. All'ultimo momento il comandante di SHADO scollega il tubo dell'ossigeno dalla tuta di Collins che muore per anossia. Il cadavere di Collins si perde nello spazio presumibilmente per effetto della spinta dell'ossigeno in uscita dalla tuta.
- Altri interpreti: Derren Nesbitt (Colonnello Craig Collins), Gary Raymond (Colonnello John Grey), Roland Culver (Sir Esmond), Lois Maxwell (Miss Holland)
- La Televisione della Svizzera italiana mandò in onda questo episodio con il titolo “Un robot per Straker”.

## Bombe psicologiche
- Titolo originale: The Psychobombs
- Diretto da: Jeremy Sumners
- Scritto da: Tony Barwick

### Trama
Un UFO sfugge agli intercettori e atterra in Inghilterra. Emana impulsi che hanno influenza su tre persone che si trovano nel suo raggio di trasmissione: l'impiegato Daniel Clark, che dorme a casa con la moglie; Clem Mason, che sta passeggiando con il cane; infine Linda Simmonds che si trova alla guida della propria auto su strade di campagna. Un poliziotto motorizzato la ferma, lei fugge. Lui la insegue e blocca, ma la donna lo strangola con forza sovrumana.
Mentre guida lungo le stesse strade, Straker viene aggredito e stordito da Daniel Clark che gli ha chiesto un passaggio. Soccorso da Foster, scopre di avere in tasca un ultimatum consegnatogli da Clark: SHADO deve arrendersi altrimenti prima verrà distrutta un'installazione radar, poi lo Skydiver 3 e infine il quartier generale stesso.
Clark viola il perimetro dell'installazione radar, viene catturato dalle guardie e portato all'interno, ma qui grazie alla sua forza incontrollabile distrugge l'impianto uccidendo se stesso e gli altri. Preoccupato per la minaccia allo Skydiver, Straker incarica il capitano Lauritzen di salire a bordo e salpare; ma Lauritzen viene aggredito e ucciso da Mason, che si sostituisce a lui presentandosi alla base navale. Credendo di intrappolarlo, le guardie lo chiudono nella sala d'identificazione, ma l'uomo forza una porta d'acciaio dello spessore di cinque centimetri e sale a bordo dello Skydiver, riuscendo in breve a disintegrarlo con tutti gli occupanti.
Incrociando una serie di dati, allo SHADO scoprono che Mason e Clark abitavano molto vicini, e che la stessa sera un poliziotto è stato ucciso in zona dopo aver segnalato la targa di un'auto. La vettura appartiene a Linda Simmonds, un'impiegata che ha uno strano comportamento. Il suo superiore le suggerisce di recarsi da un medico, ma la donna lo uccide. Foster perquisisce il suo appartamento poi la incontra per interrogarla. Linda è così fragile e arrendevole che Foster ritiene impossibile sia una di quelle che allo SHADO chiamano “psicobombe”. I due passeggiano insieme, si baciano, Foster la porta al quartier generale.
Qui Linda viene rinchiusa in una cella, proprio mentre l'UFO che la controlla a distanza si leva in volo dopo 48 ore di immobilità. Grazie alla sua forza moltiplicata, Linda esce dalla cella e penetra nella sala comando; solo l'abbattimento dell'UFO in quel momento fa sì che la presa su di lei svanisca, e il quartier generale si salva.
- Altri interpreti: Deborah Grant (Linda Simmonds), Mike (Clem Mason), David Collings (Daniel Clark), Tom Adams (capitano Lauritzen)

## Riflessi nell'acqua
- Titolo originale: Reflections in the Water
- Diretto da. David Tomblin
- Scritto da: David Tomblin

### Trama
Un UFO attacca da sotto il mare una nave mercantile e la distrugge. Contemporaneamente, Base Luna avvista una flotta di 25 UFO in arrivo, che però si fermano in attesa. Intanto il sommozzatore di una troupe che lavora negli studi cinematografici Harlington-Straker viene aggredito nello stesso tratto di mare da un “pesce volante” simile alle bombe che hanno distrutto la nave. Straker vuole vederci chiaro, decide di recarsi sul posto con il colonnello Foster a bordo dello Skydiver.
Sul fondo del mare presso un isolotto vulcanico al largo della Cornovaglia, dove si rileva una temperatura di 30° superiore al normale, trovano una vasta piattaforma a cupola; osservando dall'esterno, i due riconoscono all'interno il tenente Anderson, che dovrebbe trovarsi in licenza. Tornati al quartier generale SHADO lo interrogano e sottopongono al siero della verità, ma l'uomo non rivela nulla. Lo mettono agli arresti e tornano alla piattaforma sottomarina. Il computer indica che si può entrare esercitando una pressione, la superficie si richiuderà una volta passati. Intanto gli UFO in attesa aumentano fino a 50 circa.
Straker e Foster penetrano nella piattaforma, si trovano in un vasto labirinto di vetri e vengono aggrediti da un doppio di Foster, che gli somiglia in tutto e per tutto. Messo fuori combattimento, scoprono una replica dell'intera sala comando del quartier generale SHADO, con tutto il personale, compreso un doppio Straker. È evidente che gli extraterrestri vogliono sviare le comunicazioni dell'organizzazione. Foster riesce a tornare all'esterno e ripara sullo Skydiver, ma Straker ha ordinato la distruzione della piattaforma se non fosse tornato entro un'ora; alla scadenza, il comandante dello Skydiver lancia i siluri che disintegrano la cupola. Per fortuna il comandante è appena riuscito a venirne fuori e si avvicina incolume al sottomarino.
- Altri interpreti: James Cosmo (tenente Anderson), David Warbeck (il capitano dello Skydiver)

## Il tempo si è fermato
- Titolo originale: Timelash
- Diretto da: Cyril Frankel
- Scritto da: Terence Feely

### Trama
Foster si trova nella sala comando del quartier generale SHADO quando il comandante Straker irrompe come impazzito e comincia a distruggere le apparecchiature. Cerca di fermarlo, ma Straker fugge in superficie e attraversa tutti gli studi cinematografici come se cercasse qualcosa, inseguito da Foster e dalle guardie. Sul tetto di un capannone incappano nel colonnello Virginia Lake senza sensi, e poi in Turner, un dipendente SHADO ucciso da una raffica d'arma da fuoco.
Straker viene catturato, sedato e condotto nella sala medica. Autorizzato dal generale Henderson, il dottor Jackson gli inietta una droga che consente di riportarlo con la memoria a qualche ora nel passato, al momento cioè in cui si è recato a prendere il colonnello Lake appena atterrata, di ritorno da Base Luna. L'auto su cui viaggiano i due viene attaccata da un UFO che cerca di distruggerla con un raggio d'energia, senza riuscirci.
È notte, tuttavia appena raggiungono gli studi cinematografici Harlington-Straker non solo è pieno giorno, ma tutto sembra congelato alle 18:00, comprese le persone ferme come una fotografia tridimensionale. I due, attoniti, scendono nella sala comando passando sotto il naso delle guardie immobili. Lake non si sente bene, è come se sentisse un rallentamento del tempo. Straker inietta a entrambi una droga che accelera di diverse volte le reazioni. Si accorgono che c'è qualcun altro nel quartier generale, è Turner, uno degli addetti alle comunicazioni: l'uomo è stato contattato dagli extraterrestri che gli hanno promesso farlo diventare comandante al posto di Straker. Sono loro che hanno congelato il tempo nel quartier generale in attesa di un UFO che verrà a distruggerlo.
Straker e Lake danno la caccia per tutti gli studi cinematografici a Turner che sembra però in grado di muoversi avanti e indietro nel tempo a piacimento. Arriva l'UFO, Straker si prepara a colpirlo con un lanciarazzi ma Turner mette fuori combattimento Virginia Lake e ruba la chiave d'attivazione del razzo. Straker lo insegue ancora ma scopre che è impossibile ucciderlo perché lo vede sempre un attimo prima o un attimo dopo che si sposti nel tempo e nello spazio. Decide allora di aprire il fuoco a caso e colpisce il traditore. Riesce così a riprendere la chiave e distruggere con un razzo l'UFO. Torna in sala comando e comincia a sfasciare una per una le apparecchiature, cercando quella mediante la quale Turner ha congelato il tempo, finché ha successo e il tempo torna al suo flusso normale.
- Altri interpreti: Patrick Allen (Turner)
- Per ragioni di censura televisiva a causa dei chiari riferimenti alla droga, l'episodio fu escluso dalla prima programmazione in Italia. Lo stile di regia e l'atmosfera differiscono da tutti gli altri episodi della serie.[3]

## Distorsioni mentali
- Titolo originale: Mindbender
- Diretto da: Ken Turner
- Scritto da: Tony Barwick

### Trama
Base Luna è in allarme, appena il sole sorge gli intercettori si levano in volo per fermare un UFO che tuttavia si disintegra da solo prima di essere colpito. Straker si reca sulla Luna con Foster, vuole capire cos'è successo. Intanto un luna-mobile si reca nel punto dell'esplosione, il pilota Conroy raccoglie come ricordo una pietra traslucida. Più tardi alla Base, Conroy ha delle allucinazioni; siccome si diletta a scrivere racconti western, vede al posto dei colleghi dei banditi messicani armati fino ai denti. Aggredisce il tenente Nina Barry e uccide due colleghi prima di essere abbattuto a sua volta.
Straker rientra sulla Terra molto preoccupato. Al quartier generale SHADO il capitano Beaver James ha a sua volta allucinazioni, uccide una guardia e prende in ostaggio il colonnello Virginia Lake. Il colonnello Foster è costretto ad abbatterlo, Straker lo rimpiange perché era il miglior pilota di SHADO. Si scopre che era stato James a mettere ordine negli effetti del defunto Conroy. Prendendone visione, Straker si ritrova in mano la pietra lunare. Poco dopo iniziano anche per lui le allucinazioni: mentre è a colloquio con il generale Henderson nel proprio ufficio, si accorge di essere solo un attore che recita una parte in un film girato negli studi cinematografici.
Tutti lo chiamano Howard Byrne, come un attore che sta recitando negli studios, e quando prende visione, frastornato, del materiale girato si trova a guardare il film della propria vita: l'attentato all'automobile nel 1969 in cui morì il Ministro, e poi l'incidente nel quale perse la vita suo figlio John. Straker si rende conto di soffrire di allucinazioni, accetta il gioco tornando nel teatro di posa e distrugge la pietra lunare, scagliandola in terra. In questo modo l'allucinazione collassa e torna alla realtà, dove ha rischiato di uccidere il generale Henderson. La pietra era una trappola degli extraterrestri studiata appositamente per indurre allucinazioni.
- Altri interpreti: Stuart Damon (Howard Byrne), Charles Tingwell (Beaver James), Al Mancini (Andy Conroy), Stephan Chase (il regista)
- La prima messa in onda in lingua italiana avvenne su TMC 2.

## Il lungo sonno
- Titolo originale: The Long Sleep
- Diretto da: Jeremy Summers
- Scritto da: David Tomblin

### Trama
La testimone oculare di un avvistamento UFO si risveglia dopo dieci anni di coma. Straker vuole interrogarla di persona perché fu lui a investirla con la propria auto. Catherine Frazer, che è convinta sia passato solo un giorno, racconta a Straker ciò che ricorda: fuggita di casa e dai genitori, aveva conosciuto a Piccadilly Circus un giovane hippy di nome Tim. Lui l'aveva portata con sé in campagna in autostop, fino a una cascina. Qui i due avevano assunto sostanze allucinogene e in uno stato alterato avevano visto scendere un UFO nel vicino bosco.
Senza rendersi conto di cosa accadesse, avevano sorpreso due extraterrestri nella cantina della fattoria e sottraendogli un cilindro pieno di liquido che stavano inserendo in un buco praticato nel pavimento. Inseguiti, erano fuggiti sul tetto, Tim si era gettato di sotto in uno stato di esaltazione. Perduti i sensi, Catherine si era svegliata al mattino mentre gli extraterrestri portavano con sé all'UFO il corpo senza vita di Tim. Era fuggita camminando a lungo, fino a trovare un passaggio nel furgone di un uomo che aveva cercato di violentarla. Nello sfuggirgli, si era trovata davanti all'auto di Straker che non aveva potuto evitare di investirla.
Straker è convinto che gli extraterrestri abbiano sepolto nella fattoria un potente ordigno esplosivo in grado di distruggere tutta l'Inghilterra, e che l'oggetto trafugato da Catherine fosse l'innesco. Le sue conversazioni con la ragazza però sono state spiate da un uomo che si presenta nella camera d'ospedale. Catherine riconosce Tim, il quale le confessa di essere stato resuscitato dentro l'UFO. Vuole sapere dov'è l'innesco, e inietta una droga a Catherine per farla ricordare.
Giunto in ospedale, Straker si fa ripetere da Catherine dove ha gettato via l'innesco; Foster si reca sul posto ma Tim è già passato e l'ha preso. Per far ricordare a Catherine dove si trova la fattoria, Foster decide di iniettarle il resto della droga rimasta nella siringa. Foster e Straker si recano alla fattoria, troppo tardi perché la bomba è innescata. Subito dopo Tim muore improvvisamente.
Con l'aiuto di esperti di bombe, rimuovono l'ordigno e lo inviano nello spazio tramite un razzo, facendolo poi esplodere in sicurezza in orbita. Per Catherine però è troppo tardi: è morta in ospedale nello stesso momento di Tim, invecchiata di decine d'anni: quelli che gli extraterrestri hanno sottratto a lei per mantenere in vita il ragazzo.
- Altri interpreti: Tessa Wyatt (Catherine Frazer), Christian Roberts (Tim)
- L'episodio non fu messo in onda nel Regno Unito con la prima serie, ma soltanto in una successiva replica nel 1973; la prima messa in onda in lingua italiana avvenne su TMC 2.